# Agrilus pisinoe
Agrilus pisinoe es una especie de insecto del género Agrilus, familia Buprestidae, orden Coleoptera.
Fue descrita científicamente por Gory, 1841.